# Salomon Lezoutié
Salomon Lezoutié (ur. 8 kwietnia 1958 w Yopougon) – iworyjski duchowny rzymskokatolicki, od 2015 biskup Yopougon.

## Życiorys
Święcenia kapłańskie otrzymał 23 lipca 1989 i został inkardynowany do diecezji Yopougon. Był m.in. duszpasterzem młodzieży oraz chorych, sekretarzem biskupim, a także wykładowcą i wicerektorem seminarium w Anyama.
29 lipca 2005 został mianowany biskupem diecezji Odienné. Sakry biskupiej udzielił mu 8 października 2005 bp Laurent Akran Mandjo.
3 stycznia 2009 otrzymał nominację na biskupa koadiutora Yopougon. 28 listopada 2015 objął pełnię rządów w diecezji.